# Hermann Thomaschek
Hermann Thomaschek (* 13. April 1824 in Schwarzstein, Ostpreußen; † 11. Dezember 1910 in Weimar) war ein deutscher Opernsänger im Fach Bass.

## Leben
Als Sohn eines evangelischen Pfarrers studierte Thomaschek an der Albertus-Universität Königsberg  Theologie und Philologie. 1846 wurde er Mitglied der Corpslandsmannschaft Normannia Königsberg. Von Eduard Mantius 1847 für den Gesang gewonnen, wurde er von Franz Hauser in München ausgebildet. Den ersten Bühnenauftritt hatte er 1849 in Danzig im Theater am Kohlenmarkt. Es folgten alljährlich wechselnde Engagements: Hoftheater Sondershausen (1849/50), Stadttheater Würzburg (1850/51), Aktientheater Zürich (1851/52), Stadttheater Rostock (1852/53), Hoftheater Kassel (1853/54), Deutsche Oper Amsterdam (1854/55), Theater Görlitz (1855/56) und Stadttheater Stettin (1856/57). Mit einer Wanderoper war er 1857/58 in Lausanne und Chambéry. Feste Engagements fand er dann im Theater Lübeck (1858/59), am Alten Stadttheater am Lorenzer Platz in Nürnberg, am Königlichen National Theater Salzburg (1861/62) und am Basler Stadttheater (1862/63). Nachdem er 1864/65 am Stralsunder Theater Sänger und Regisseur gewesen war, ging er 1865/66 noch weiter in den Norden, an das neue (Deutsche) Opernhaus Riga. Nach einem Jahr am 
Mecklenburgisch-Strelitzschen Hoftheater ging er als Sänger und Regisseur an das Stadttheater Trier (1867/68), das Hochfürstlich Lippische Hoftheater (1868/69), das Stadttheater Chemnitz (1869/70) und das Stadttheater Posen (1870/71). Nach der Deutschen Reichsgründung kam er an das Hoftheater Altenburg. 1873/74 sang er am Stadttheater Freiburg im Kloster der Augustinereremiten, in der folgenden Saison im Stadttheater Magdeburg. Er lebte dann in Chemnitz, wo seine Frau Luise Schmidt (1829–1887) Gesangslehrerin war. Im Engagement war er noch einmal in Sondershausen (1877/78) und in Trier (1878/79). Er wandelte sich zum Bassbuffo und hatte im Dreikaiserjahr die letzten Auftritte. Über viele Jahre engagierte er sich in der Gesangspädagogik. Die 23 Witwerjahre verlebte er im Heim für hilfsbedürftige Bühnenkünstler, das Marie Seebach in Weimar testamentarisch gestiftet hatte.

## Rollen
- Il Commendatore in Don Giovanni
- Oroveso in Norma
- Giorgio in I puritani
- Gaveston in La dame blanche
- Marcel in Die Hugenotten
- Sarastro in Die Zauberflöte
- Kaspar in Der Freischütz
- Landgraf in Tannhäuser und der Sängerkrieg auf Wartburg